# Islands damlandslag i volleyboll
Islands damlandslag i volleyboll representerar Island i volleyboll på damsidan. Laget spelade sin första landskamp den 2 april 1979 i Akureyri, och vann med 3-0 mot Färöarna.
Laget har deltagit i Europamästerskapet i volleyboll för små nationer flera gånger och vunnit tävlingen tre gånger (2007, 2017 och 2023). De har också deltagit flitigt i spelen för små stater i Europa och där som bäst blivit två. I nordiska mästerskapet blev de femma de två gånger de deltog.

### Fotnoter
1. 1 2  ”Resultater Nordisk Mesterskap kvinner” (på norska). Norges Volleyballforbund. https://archive.is/20120525164206/http://www.volleyball.no/Volleyball/Sider/NVBF0311ResultaterNordiskMesterskapkvinner.aspx#selection-1479.12-1479.38. Läst 21 mars 2023.
2. 1 2 3  ”Games of the Small States of Europe Information” (på engelska). Confédération Européenne de Volleyball. https://www-old.cev.eu/MultiSportEvent-Area/GSSE.aspx. Läst 18 mars 2023.
3. ↑  ”2000/2001 Senior European Championships” (på engelska). Confédération Européenne de Volleyball. https://www-old.cev.eu/Competition-Area/competition.aspx?ID=51&PID=-2. Läst 22 oktober 2023.
4. ↑  ”2002/2003 Senior European Championships” (på engelska). Confédération Européenne de Volleyball. https://www-old.cev.eu/Competition-Area/competition.aspx?ID=102&PID=-2. Läst 22 oktober 2023.
5. ↑  ”Small Countries Division” (på engelska). Confédération Européenne de Volleyball. https://www-old.cev.eu/Competition-Area/Competition.aspx?ID=197&PID=474. Läst 21 oktober 2023.
6. ↑  ”Competition Final Standing” (på engelska). Confédération Européenne de Volleyball. https://www-old.cev.eu/Competition-Area/Competition.aspx?ID=197&PID=-2. Läst 21 oktober 2023.
7. ↑  ”2017 CEV Volleyball European Championship Small Countries Division - Women” (på engelska). Confédération Européenne de Volleyball. https://www-old.cev.eu/Competition-Area/competition.aspx?ID=928&PID=-2. Läst 26 mars 2023.
8. ↑  ”Women’s Tournaments” (på engelska). Small Countries Association. 10 april 2022. https://cevsca.com/womens-tournaments/. Läst 22 oktober 2023.
9. ↑  ”Iceland are the 2023 SCA women’s champions” (på engelska). Confédération Européenne de Volleyball. https://www.cev.eu/articles/volleyball/iceland-are-the-2023-sca-women-s-champions/. Läst 22 oktober 2023.
10. ↑  ”CEV Volleyball European Silver League 2024  -  Women” (på engelska). Confédération Européenne de Volleyball. https://www.cev.eu/national-team/european-leagues/european-silver-league/women/2024/. Läst 20 juni 2024.
11. ↑  ”Karlalandsliðið komið yfir 200 landsleiki frá upphafi” (på isländska). Blaksamband Íslands. 30 maj 2012. Arkiverad från originalet den 23 september 2015. https://web.archive.org/web/20150923191830/http://www.bli.is/is/frettir/karlalandslidid-komid-yfir-200-landsleiki-fra-upphafi. Läst 29 juni 2015.